# Splendeuptychia papyris
Splendeuptychia papyris är en fjärilsart som beskrevs av John Obadiah Westwood 1851. Splendeuptychia papyris ingår i släktet Splendeuptychia och familjen praktfjärilar. Inga underarter finns listade i Catalogue of Life.